# Michele Gerardo Pasquarelli
Michele Gerardo Pasquarelli (Marsico Nuovo, 30 maggio 1868 – Savoia di Lucania, 19 marzo 1924) è stato un medico e antropologo italiano.

## Biografia
Nacque a Marsico Nuovo, in Basilicata, nella casa detta "della Santarella", in località "Casale", da una famiglia della media borghesia di professionisti e proprietari terrieri. Il padre, Federico, era notaio e la madre, Raffaella Tucci, nobildonna.

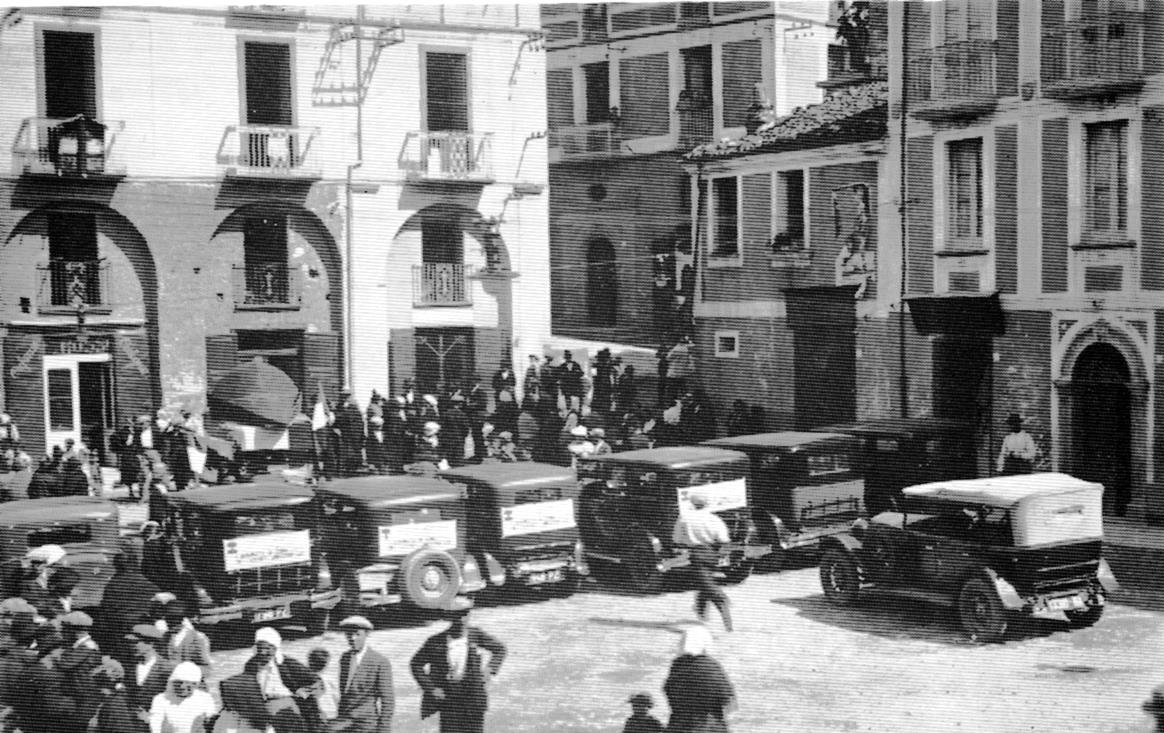
Raduno goliardico in piazza - Marsiconuovo

### Studi e formazione giovanile
Nel suo paese natio frequentò gli studi ginnasiali sotto la direzione del professor Rocco Romanelli di Laurenzana. Successivamente seguì gli studi liceali a Matera, dove ebbe come insegnante il geografo Arcangelo Ghisleri. Egli, appassionato agli studi letterari, desiderava laurearsi in lettere ma la famiglia preferì la medicina.
Studiò medicina all'Università di Napoli, dove fu allievo dello Sgobbio e di Giovanni Paladino, di Leonardo Bianchi e di Angelo Zuccarelli. In particolare si appassionò all'antropologia criminale grazie alle lezioni di Zuccarelli, che con la rivista L'Anomalo diffondeva le teorie di Cesare Lombroso nel napoletano. Seguì la lotta fra classici e positivisti che si scontravano sulla rivista Nuovi Orizzonti. Grazie a questa preparazione non dimenticò mai di mettere alla base delle sue ricerche l'esame accurato e minuzioso dell'uomo, e di usare il metodo positivo per studiare direttamente e pazientemente i fatti, per dedurre una legge generale sicura, senza pregiudizi e vuoti sillogismi.
Grazie alla sua passione per il folklore e per il suo paese natale, già prima della laurea, nel 1892 pubblicò all'interno dell'Archivio per le Tradizioni popolari (1892 - 1897) 666 proverbi del dialetto di Marsico Nuovo. Inoltre nel 1892 egli fece pubblicare sulla rivista L'Anomalo, in un articolo con il titolo Pagina di psicologia di un paese di Basilicata, i suoi proverbi e frasi tradotti in italiano per poter essere confrontati da Giuseppe Pitrè con quelli siciliani.
Si laureò nel 1893, con una tesi di psichiatria, di cui si era appassionato seguendo i corsi di Leonardo Bianchi, sulle conseguenze della sifilide in relazione alla paralisi. L'articolo riassuntivo sulla sua tesi, pubblicato nel 1895, rivela che aveva buone conoscenze bibliografiche e buona analisi clinica per ricostruire i 14 casi illustrati. Successivamente spazia dalla psicosi postpartum, alla malattia di Basedow, alla melanconia tiroidea, all'analisi dell'isteria.

### Il lavoro come medico
Appena laureato, si ritirò subito tra la sua gente ed esercitò la sua professione di medico a Marsico Nuovo, Pietrapertosa, Missanello e Savoia di Lucania. Nell'esercizio della sua professione e durante gli incontri con i pazienti egli lasciò che si confidassero con lui, e grazie a questo riuscì a raccogliere gli interessanti costumi, le pratiche mediche, le credenze, gli usi, le devozioni e il linguaggio del popolo.

### Emigrazione
Tra il 1903 e il 1910 emigrò per problemi economici in Venezuela, ad Altagracia de Orituco, nello Stato di Guárico.
(Medicina Popolare Basilicatese, Archivio per lo studio delle tradizioni popolari, 1896 - 1897)
Anche possedendo una grande casa, e avendo il padre notaio e uno zio prete, fu costretto a emigrare per sfuggire alla povertà o cambiare la sua vita tanto che qui sposò María Ignacia Jiménez, dalla quale ebbe sei figli (Luisa, Eva, Giusto, Diana, Michelangelo e Vivina).

### Ritorno in Italia e morte
Pasquarelli tornò in Italia nel 1912 nel suo paese natio. In questo periodo si accentuò la sua azione politica, proprio al culmine del decennio giolittiano, durante il quale si ebbero le importanti elezioni del 1913 a suffragio universale maschile. Il dibattito politico era alto, specialmente tra altri autori di meridionalismo, come Giustino Fortunato, Francesco Saverio Nitti e Francesco Perrone. Di quest'ultimo appoggiò la campagna elettorale a Brienza.
A Marsico Nuovo per il breve periodo che va dal 19 gennaio 1914 al 6 luglio 1914 fu eletto sindaco.
Tra il 1918 e il 1924 fu medico condotto tra Marsico Nuovo e Savoia di Lucania, dove morì di attacco cardiaco il 19 marzo 1924.

## Metodo di indagine
L'indagine che il Pasquarelli compie è di stampo psicologico, considerando però un tipo di psicologia collettiva che si stava sviluppando sulle forme del positivismo scientifico-filosofico e del realismo critico-letterario. Tale tipo di studio voleva conoscere la mente dell'uomo e dei popoli analizzando la generalità delle loro manifestazioni e la particolarità delle situazioni storiche e geografiche.

### La scoperta di casa nostra
In particolare Pasquarelli voleva “Promuovere la scoperta di casa nostra ”(cit da A. Ghisleri) poiché credeva che bisognava, per qualunque studio si volesse fare in ambito politico, religioso, letterario, concentrarsi prima sul particolare, quindi le regioni, per poi allontanarsi e avere un quadro completo dell'Italia. Inoltre egli sosteneva, prendendo spunto dal Manzoni (“Forse voi vorreste un Bortolo più ideale; non so che dire, fabbricatevelo. Quello era così." I Promessi Sposi, cap. XXXIII), che per avere una visione oggettiva della realtà bisognasse accettarla e descriverla così com'è abbandonando i pregiudizi dettati dalla morale comune.
La realtà del Mezzogiorno era un'incognita della quale uno dei fattori determinanti era costituito dallo stato mentale della popolazione. Egli, utilizzando il metodo della scuola antropologico-criminale del Lombroso, compì un'inchiesta antropologica fondata su materiale folkloristico, alla cui luce egli rese più moderato il meccanismo lombrosiano, risultando meno rigido nelle conclusioni. La sua iniziativa privata di studiare lo stato mentale della popolazione si allontanava dalle inchieste ufficiali post unitarie che volevano conoscere i fattori economico-sociali della questione meridionale. Egli usò un punto di vista dal basso poiché aveva un contatto diretto con la popolazione, in particolare con i ceti umili e poveri, essendo medico.

### La nuova indagine medica
L'analisi delle condizioni di salute degli abitanti della Basilicata era iniziata nel 1789 da parte di Giovanni Battista Fortis. Egli, visitando Matera, attribuì le cause delle malattie al genere di vita e non al clima, a cui aggiunse la mancanza di “medici passabili o mediocri”. (Giovanni Battista Fortis, Lettere geografiche-fisiche sulla Calabria e la Puglia, Napoli, 1784). Tutto questo rendeva la città di Matera sudicia e piena di deformi, malati di mente, ritardati mentali.
All'interno de “La statistica Murattiana del Regno di Napoli” del Pedio vediamo come l'autore sottolinea che la condizione igienico-sanitaria dipende non solo dall'igiene, dalle precarie condizioni abitative ma anche dalle strade sporche, dai sepolcri mal custoditi, dai cani randagi, dalla malaria, dalle malattie veneree.
(Tommaso Pedio, La statistica Murattiana del Regno di Napoli, Potenza, 1964)
Qui si vede chiaramente come la magia e le condizioni socio-economiche siano legate tra di loro, come sono legate tra loro anche la sovrastruttura mentale e il contesto storico.
Altre considerazioni sulla salute lucana ci provengono da Enrico Pani Rossi, che sottolinea come l'infanzia fosse poco tenuta in considerazione e come fossero rare le levatrici, i veterinari, i medici, sostituiti da “chi ne fa le veci, senza averne la scienza”. (Enrico Pani Rossi, La Basilicata, Verona, 1968)
L'inchiesta Zanardelli del 1902 analizza le condizioni economiche della produzione più che dei produttori, le richieste e le forme di intervento statale sulla politica dei gruppi sociali meridionali e non si sofferma molto sulle condizioni sanitarie. Sottolinea soltanto una mortalità elevata, dettata dall'emigrazione, e la mancanza di ospedali. “Gli ammalati soltanto dalle congregazioni di carità possono ricevere medicine e altri sussidi a domicilio." (Inchiesta Zanardelli sulla Basilicata, Torino, 1976)
Del 1910 invece è l'inchiesta sulle condizioni dei contadini in Basilicata e Calabria coordinata da Francesco Saverio Nitti, da cui si possono dedurre anche dei mutamenti epidemiologici rispetto al passato. Diminuiscono i casi di vaiolo e di pazzia, ma aumentano quelli di tubercolosi e sifilide. Negative rimangono le condizioni dei nove ospedali di Basilicata, carente il servizio ostetrico ma sufficiente risulta il servizio farmaceutico.
Nell'analisi della medicina superstiziosa in Medicina Popolare Basilicatese, Pasquarelli porta elementi di novità rispetto al passato. La sua ottica medico-antropologica gli permette di presentare non solo comuni credenze ma anche nozioni di igiene popolare, non solo la patologia ma anche la terapeutica, di tipo magico-religioso, di tipo empirico o di tipo misto. In Pasquarelli troviamo maggiormente la terapeutica empirica, pratica e tecnica, in cui grande parte giocano le erbe o derivati da animali o minerali. La terapeutica di stampo magico-religioso invece si basa su comportamenti simbolici ormai istituzionalizzati.

## Temi di studio
Pasquarelli può essere considerato come un polymath. 
(George Steiner, Errata, 1998)
Pasquarelli esemplifica per una piccola area della Basilicata la figura di un intellettuale che unisce l'antropologia, la sociologia criminale, il folklore, l'attenzione medica. Egli analizza tra le costanti di lunga durata come la magia, la malaria, l'oralità anche elementi riformistici come l'emigrazione, la penetrazione del capitalismo nelle campagne, una nuova condizione femminile, un nuovo sistema giuridico più libertario e favorevole al progresso. Comparando la cultura sociale con cui aveva rapporti ogni giorno per la sua professione di medico e gli spunti teorici che gli arrivavano dalla corrispondenza o dalle riviste, è riuscito a offrire una complessa visione del mondo, tipica della Basilicata.

### La medicina popolare
La medicina popolare ha una composizione binaria e include tanto le idee che il popolo concepisce circa la natura e le cause delle malattie e tanto l'insieme delle operazioni che compie per capire, curare e prevenire il malessere in generale. All'interno dell'inchiesta di Zanardelli si può leggere come, secondo Eugenio di Sanjust, relatore per l'inchiesta, le condizioni igieniche fossero aggravate dalle “vecchie e inveterate abitudini, non sempre conformi alle buone regole igieniche.”
Pasquarelli, discostandosi da posizioni critiche che avrebbero fatto perdere veridicità e oggettività al suo saggio Medicina Popolare Basilicatese, ci offre un quadro chiaro della medicina popolare, la medicina superstiziosa, che unisce il corpo, la parte più vitale dell'uomo, e l'anima, rappresentata dal suo massimo polo di tensione spirituale: la religione.
(Cafoni e galantuomini di Basilicata, Folklore Calabrese, 1917 - 1920)

#### La figura del medico nell'ideale popolare
La figura del medico, verso la fine del diciannovesimo secolo, inizio del ventesimo secolo, si trovava a doversi scontrare con altri “specialisti” in campo medico, tanto diversi tra loro ma ugualmente importanti nella medicina popolare all'interno del paese.
(Medicina Popolare Basilicatese, Archivio per lo studio delle tradizioni popolari, 1896 - 1897)
Le donne erano davvero importanti poiché erano depositarie e sperimentatrici della medicina popolare, vere tutrici della salute comunitaria. I barbieri erano chiamati per i salassi e per aprire ascessi e tirare denti. I farmacisti, invece, erano sempre pronti a spolpare gli infermi, i quali il più delle volte nascondevano la ricetta del medico sotto il cuscino pur di non andare a pagare caramente il farmaco per curarsi.
Nella cura di un infermo intervenivano parenti e vicini di casa con consigli, rimedi fatti con erbe, scongiuri e preghiere e il medico si trovava in lotta con loro almeno per tre giorni. Se il malato guariva, era merito delle "comari" che avevano impietosito un Santo con preghiere e promesse di voti; se moriva, era colpa del medico che non aveva riconosciuto il male e aveva somministrato le medicine giuste contro.
Ricordiamo "Vurria esse nu sorece mmienze a doi atte e non nu malatu mmienz'a due mierici." (Vorrei essere un topo tra due gatti che un malato tra due medici.) Si nota come il medico facesse paura, era visto come una zingara ("Mo' virimi ca dice a zencara"), che non prendeva farmaci ma ne somministrava tanti ai malati. Anche se vi era questa idea, egli come figura autorevole veniva "rispettato, perché se ne può sempre aver bisogno".

#### Consigli di igiene popolare
La salute era vista come il più bel dono che si potesse avere da Madre Natura, e quindi era importante preservarla a lungo. La salute perduta, si riacquista difficilmente; infatti si diceva "Salute e' rareca r'ereva." (La salute è come una radice d'erba.)
La salute, però, non poteva essere sicuramente recuperata recandosi all'ospedale ("A lu spitale vai truvenn salute?") ma in casa, con accorgimenti che derivavano dal buon senso e dagli usi del posto.
Per il bere, bisognava essere moderati e mantenere la sobrietà, ricordando che per certi piaceri "N'ora de uste, cient'anne re uai!" (Un'ora di piacere porta a cento anni di guai!) . Si tendeva a bere vino e latte ("Vine e latte fane l'ome chiatte; latte e binu fane un sang fine" - Vino e latte fanno diventare obesi ma latte e vino fanno buon sangue), mantenendo sempre la moderazione.
Per il cibo, si tendeva a mangiare carne, anche se essa non poteva essere meno nociva rispetto ai funghi di cui non se ne conosceva la commestibilità. Normalmente, si cercava sempre di mangiare poco ("Ci mangia picca, camp ‘assai" - Chi mangia poco vive più a lungo.).
L'acqua corrente era preferita, e si evitavano i colpi d'aria ("Megli viente tutte ca viente a caravutte." – È preferibile non trovarsi in una corrente d'aria.). Si diceva "Acchiàte a casa p'a stata e no p' u vierne" (Stai a casa in estate e non in inverno) poiché in inverno ci si poteva proteggere dal freddo coprendosi bene.("Caure re panne nu nfa ranne." - Se stai ben coperto non fai male.)

#### Patologia generale
La guerra e la peste, o qualunque epidemia, erano viste come castighi di Dio da cui ci si poteva salvare difficilmente.("Uerra e peste, viate ci nce resta.") Dio era sempre al centro della malattia, poiché se non vuole nulla accade ("Quanne Dii nu bole, lu mierecu perde lo sentimient e la miricina perde la virtute." - Quando Dio non vuole, il medico perde la capacità e la medicina non cura più.) ma se manda un male, manda anche il farmaco per curarsi. ("Dii manna lu male e manna pure la miricina!") Se un male diveniva cronico si credeva fosse dovuto a fattura, e quindi il medico non poteva curare tali mali. Se il male si manifestava all'esterno, anche se era un sintomo di un male interno, si considerava soltanto ciò che si vedeva e ognuno faceva la diagnosi. Se invece è interno il medico non poteva curare poiché non poteva conoscere un qualcosa che conosceva solo Dio.
Era considerata peggiore la recidiva della malattia in sé, e si considerava migliorato un malato se riprendeva a nutrirsi. Vi erano però superstizioni che facevano credere che se la civetta aveva fatto sentire il suo verso sotto la finestra dell'infermo, o lo zio morto da poco era rimasto con gli occhi aperti, o se uno di famiglia aveva sognato un amico o un parente morto, la morte per il malato era vicina. Prima di chiamare il medico, i parenti osservavano per qualche giorno cosa faceva il malato, e usavano vari rimedi, da poter ritenere "omeopatici", che si avvicinavano più alla medicina tradizionale che a quella empirica.
Per esempio per la cura dei pidocchi si usava l'acqua di lupini, per aiutare la desquamazione in uno scarlattinoso lo si metteva a bagno nell'acqua di fagioli, si credeva che i porri venissero a chi osasse contare le stelle in una bella notte d' estate, per schiarire la vista si pensava giovasse agli uomini mettersi gli orecchini.
Su una puntura di vespa si posava un coltello, e poi si faceva con quest'ultimo una croce sulla ferita. Contro il morso del cane si usava il pelo del cane stesso, come per una morsicatura di scarpa si usava un olio nel quale era stato fatto friggere un pezzo di suola della scarpa che aveva procurato la ferita. Nelle scottature vere si usavano patate grattugiate, foglie verdi di fave, un unguento di cera. Per le ferite lievi si usava mettere tela di ragno.
La febbre non era considerata come un sintomo, ma come una malattia a sé. Si distingueva una febbre sintomatica, quando era leggera, una febbre da cavallo, quando era davvero alta la temperatura corporea, e una "freve re crescenza" (la febbre della crescita), chiamata così perché i bambini dopo la febbre si trovavano sempre cresciuti in altezza di qualche centimetro.

### La psicoanalisi
Pasquarelli nel suo studio sull'isterismo, si trova a apprezzare anche la dottrina di Freud e Joseph Breuer, scrivendo che essa “ha acquistato in pochi anni una posizione invidiabile nel campo della psichiatria anglosassone.” La psicoanalisi come mezzo di analisi psicologica e psicopatologica assume per l'antropologo un mezzo di studio fondamentale per l'indagine della coscienza sia normale che malata. Egli ricorda la tecnica di Freud dell'associazione delle idee, della rievocazione dei ricordi, del loro legame con le idee inconsce ma non crede vi sia un legame necessario fra l'insorgere dell'isteria e la sessualità e pensa che questo metodo sia di difficile utilizzo e abbia evidenti deficienze metodologiche.

### Il folklore
Fin dal 1892, iniziò a collaborare con studiosi di folklore, il calabrese Raffaele Lombardi Satriani e il siciliano Giuseppe Pitrè, facendo confluire le sue ricerche antropologiche in Italia meridionale in articoli pubblicati sulle riviste L'Anomalo, Archivio per lo studio delle tradizioni popolari, Folklore calabrese e Archivio di antropologia criminale. Raccolse proverbi, modi di dire e usi della medicina popolare, compresi scongiuri e malocchio. Infatti l'influsso del siciliano Giuseppe Pitrè portò Pasquarelli a pubblicare nel 1892 i suoi 666 proverbi e frasi nel dialetto di Marsico Nuovo. I |proverbi sono organizzati seguendo l'ordine usato da Pitrè nel suo saggio "Medicina popolare siciliana" e prima ancora da Giuseppe Giusti all'interno del suo "Dizionario Dei Proverbi Italiani. Raccolta di proverbi toscani".
I proverbi non sono soltanto della zona di Marsico Nuovo, ma anche delle zone limitrofe. Anche se ogni proverbio manca di un'analisi storica e filologica dell'origine dello stesso, vediamo che nel Pasquarelli vi è una sincerità e una schiettezza che deriva dal rapporto che egli aveva con i pazienti. La sua analisi si rivela più obiettiva e meno conforme alla morale borghese e cattolica, evitando ogni censura e rivelando l'umanità del medico che riesce a sciogliere ogni ritrosia dell'intervistato a parlare. Abbandona infatti quella freddezza del Lombroso, che accusava nelle sue opere antropologiche i delinquenti, poiché egli offre “un fatto di popolo”, senza commenti e critiche.

### Il meridionalismo
S'interessò di meridionalismo nel contesto culturale del laicismo positivistico, seguendo il pensiero di Giustino Fortunato e Francesco Saverio Nitti e, in campo psichiatrico, quello d'impronta lombrosiana. Osservò il legame tra la condizione di miseria e l'origine del fenomeno del brigantaggio e l'avvio del rinnovamento sociale introdotto dai nuovi costumi portati dagli emigranti tornati in Italia dopo il 1911. Il meridionalismo militante si unisce al suo regionalismo, dovuto a una concezione anticentralistica dello Stato e a una concezione democratica della geografia, permettendo all'antropologo di soffermarsi maggiormente sulla sua regione e sui paesi nei quali lavorava come medico.
Dalla lettura di Francesco Perrone nel "Il problema del Mezzogiorno" del 1913, analizzando il problema della questione meridionale, ricava la critica ai galantuomini, oziosi che vivono grazie ai proventi dei loro terreni, nemici di ogni civiltà e modernizzazione e il contrasto tra essi, conservatori, e il riformismo che cercava di attuare la borghesia meridionale. Analizza la lotta tra "cafoni" e galantuomini, che condividono la stessa situazione.
(Cafoni e galantuomini di Basilicata, Folklore Calabrese, 1917 - 1920)

## Opere
(Lettera ad un amico, 10 dicembre 1923)
Fino alla sua morte non fu pubblicata alcun tipo di raccolta dei suoi scritti, circa trenta contributi scientifici, che invece furono pubblicati o inviati a riviste e studiosi dell'Italia Meridionale. I suoi scritti sono costituiti da "appunti" raccolti sul campo, in cui i risultati sono affastellati senza alcuna preoccupazione estetica. Per questo motivo, il suo desiderio di conoscere l'uomo prevale sulle forme nelle quali è espresso questo sapere.
I suoi scritti antropologici furono raccolti in una prima antologia scelta nel 1983, curata da Antonio Lotierzo. Successivamente fu fatta una raccolta completa curata da Giovanni Battista Bronzini nel 1987, intitolata Michele Gerardo Pasquarelli tra demagogia e antropologia.
L'edizione del Pasquarelli, forse già pronta o in redazione avanzata a fine anni settanta, fu proposta dal Bronzini dopo il 1978 alla Società di Storia Patria per la sponsorizzazione delle spese tipografiche ma poté realizzarsi solo con l'istituzione dell'Università di Basilicata. Lo stesso Bronzini riuscì a raccogliere vari fondi, tra il CNR, l'Università, e il comune di S. Paolo Albanese, riuscendo a stampare la raccolta di opere presso la casa tipografica Congedo.

### Opere principali
- Recensione a Antonino De Bella, Il fine ultimo dell'uomo, filosofia morale, L'Anomalo, I, 1889, pp. 338–340
- Proverbi e frasi nel dialetto di Marsiconuovo, Archivio per lo studio delle tradizioni popolari, XI, 1892, pp. 538–559
- Pagina di psicologia di un paese di Basilicata, Piccola Biblioteca della Rivista L'Anomalo, fascicolo 1°- 8°, Anno IV, 1892
- Noterelle Folk-loriche di Basilicata, Rivista delle tradizioni popolari italiane, I, 1893, pp. 635–641
- Appunti di antropologia e sociologia criminale I, L'Anomalo – Rivista mensile di Antropologia e Sociologia Criminale e Psichiatria e Medicina Legale. Con Appendice di Scienze Affini, VI, 1894–1895 pp. 223–237
- Tesi di laurea, Sui caratteri differenziali tra la paralisi generale sifilitica e la non sifilitica, Tipografia del Manicomio, Nocera Inferiore (SA), 1895
- Gli animali nella vita dei popoli, saggio di demopsicologia basilicatese, 1896
- Folklore nell'antropologia criminale, Archivio di Psichiatria, Scienze penali e Antropologia Criminale, XVII, 4, 1896, pp. 1–12
- Indovinelli di Missanello, Archivio per lo studio delle tradizioni popolari, XV, 1896, pp. 75–78
- Medicina popolare basilicatese, Archivio per lo studio delle tradizioni popolari, XV, 1896, pp. 322–330, pp. 494–504
- Medicina popolare basilicatese, Archivio per lo studio delle tradizioni popolari, XVI, 1897 pp. 50–56
- Recensione a C. M. Siniero, Stigmate professionali dei sigarai, L'Anomalo, XII, 1908, p. 312
- Stregoni e stregoneria di Basilicata, L'Anomalo, XII, 1913, pp. 79–87
- Recensione a C. M. Siniero, Stigmate professionali dei sigarai, L'Anomalo, XIII, 1914, pp. 229–232
- Recensione a Mario Tortoro, Il tatuaggio presso gli arabi, L'Anomalo, XIII, 1914, p. 184
- Recensione a Tullio Martello, In difesa del gioco d'azzardo legalmente disciplinato, L'Anomalo, XIII, 1914, pp. 185–186
- Recensione a Giacomo Levi Minzi e Guido Zucchi, Guida allo studio della libertà sorvegliata, L'Anomalo, XIII, 1914, p. 186
- Recensione a Belarmino Rodriguez Arias, La follia puerperale vera o post partum è una entità autotossica?, L'Anomalo, XIII, 1914, p. 186
- Recensione a O. Galceran Granes, Il concetto della pazzia attraverso i secoli, L'Anomalo, XIII, [1914], p. 187
- Recensione a Sergio De Pilato, Saggio bibliografico sulla Basilicata, L'Anomalo, XIII, 4, 1914, pp. 229–230
- Recensione a V. Massarotti, I disturbi mentali nel morbo di Basendow, L'Anomalo, XIII, 1914, pp. 231–232
- Recensione a C. Bozzolo, Anchilostomiasi, L'Anomalo, XIII, 4, 1914, pp. 232–233
- Appunti di antropologia e sociologia criminale II, L'Anomalo, XIII, 1914, pp. 216–224
- Recensione a M. Levi – Bianchini, Psicoanalisi e isterismo, L'Anomalo, XIII, 6, 1915, pp. 379–380
- Recensione a M. U. Masini, La psicoanalisi nella sua applicabilità alla medicina legale, L'Anomalo, XIII, 6, 1915, pp. 380–381
- Appunti di antropologia e sociologia criminale III, L'Anomalo, XIII, 1915, pp. 295–301
- Note di folklore calabro-basilicatese, Folklore Calabrese, 1916, II, 1, pp. 1–3; II, 2, pp. 3–5; II, 3, pp. 1–3; II, 4, pp. 1–3; II, 5, pp. 5–7; II, 6-12, pp. 3–8
- Note di folk-lore criminologico del Venezuela, Archivio di antropologia criminale, psichiatria e medicina legale, XXXVII, vol. VIII, s. IV, 1916, pp. 355–364
- Terapia folk-lorica del Venezuela, Rivista di antropologia, vol. XXI, 1917, pp. 255–260
- La Croce, Folklore Calabrese, III, 1-6, 1917, pp. 3–6
- Cafoni e galantuomini di Basilicata, Folklore Calabrese, III, 1917, 7-12, pp. 5–7
- Cafoni e galantuomini di Basilicata, Folklore Calabrese, IV, 1918, 1-6, pp. 4–6
- La malaria, pratiche popolari in Basilicata, 1919
- Cafoni e galantuomini di Basilicata, Folklore Calabrese, V, 1919, 1-6, pp. 4–8; V, 1919, 7-12, pp. 4–6
- Cafoni e galantuomini di Basilicata, Folklore Calabrese, VI, 1920, 1-4, pp. 5–7; VI, 1920, 5-8, pp. 9–11
- Verdeoliva, Folklore Calabrese, VI, 9-12, 1920, pp. 9–11
- La simbiosi de ‘criminali (Luigi Ferrarese, precursore del Lombroso), Rassegna Politica Industriale agraria, III, 1920, 3-5, pp. 106-110
- “L'uomo delinquente" di Luigi Ferrarese, Archivio di Antropologia criminale, psichiatria e medicina legale, Torino, Brocca, 1921, pp. 471-495
- Crepitus Ventris, Folklore Calabrese, VII, 2, 1921, pp. 12-13
- Amuleti e pratiche magiche in Basilicata, Folklore, Rivista trimestrale di tradizioni popolari, VII, 3, 1921, pp. 3-17; Folklore, Rivista trimestrale di tradizioni popolari, VIII, 1, 1922, pp. 1-24
- La malaria nelle credenze e pratiche popolari della Basilicata, Folklore, Rivista trimestrale di tradizioni popolari, VIII, 3, 1922, pp. 154-166
- Malattie Veneree e Sifilide nelle credenze popolari della Basilicata, Rassegna di studi sessuali, III, 3, 1923, pp. 177-180
- Versetti per fazzoletti, Folklore, X, 3, 1924, pp. 51-61

### Articoli
- Gaetano Amalfi, Un antropologo e folklorista basilicatese: Michele Gerardo Pasquarelli, in La Basilicata nel Mondo, Rivista Mensile Illustrata, 1925, II, n. 3 (maggio-giugno), 183-185

### Libri
- Giovanni Battista Bronzini (a cura di), Medicina, magia e classi sociali nella Basilicata degli Anni Venti. Scritti di un medico antropologo (2 volumi), 1ª ed., Galatina, Congedo Editore, 1987,  p. 805.
- Antonio Lotierzo, Antropologia e cultura popolare. La Basilicata di Michele Gerardo Pasquarelli, 1ª ed., Manduria, Lacaita Editore, 1983,  p. 230.
- Vincenzo Rizzo (a cura di), A. Capano; A. Lotierzo; A. M. Restaino; B. Rizzo, Omaggio a Michele G. Pasquarelli, medico antropologo, 1ª ed., Potenza, Erreci Edizioni, 2002,  p. 172.